# Campeonato Sul-Americano de Marcha Atlética de 2004
O 15º Campeonato Sul-Americano de Marcha Atlética de 2004 foi realizado na cidade de Los Ángeles, no Chile, entre 3 e 4 de abril de 2004.  Participaram do evento 83 atletas de oito nacionalidades membros da CONSUDATLE. Essa foi a primeira vez em que a corrida sênior masculino foi de 50 km ao invés de 35 km, também foi a primeira com a nova nomenclatura. 

## Medalhistas
Ao todo foram disputadas sete categorias. 
| Evento                 | Ouro                     | Ouro    | Prata                       | Prata   | Bronze                  | Bronze  |
| ---------------------- | ------------------------ | ------- | --------------------------- | ------- | ----------------------- | ------- |
| Maculino               |                          |         |                             |         |                         |         |
| 20 km sênior           | Rolando Saquipay (ECU)   | 1:22:29 | Luis Fernando López (COL)   | 1:22:52 | Fredy Hernández (COL)   | 1:23:08 |
| 50 km sênior           | Luis Villagra (CHI)      | 4:16:45 | Alex Jara (CHI)             | 4:23:07 | Cristián Bascuñán (CHI) | 4:45:59 |
| 10 km júnior (Sub-20)  | Oswaldo Ortega (ECU)     | 42:00   | Carlos Borgoño (CHI)        | 42:19   | Yerko Araya (CHI)       | 43:41   |
| 10 km juvenil (Sub-18) | Herbert de Almeida (BRA) | 46:28   | Mauricio Arteaga (ECU)      | 46:46   | Bryan Duarte (CHI)      | 47:07   |
| Equipe masculino       |                          |         |                             |         |                         |         |
| 20 km sênior           | Colômbia                 | 9 pts   | Equador                     | 12 pts  |                         |         |
| 50 km sênior           | Chile                    | 6 pts   |                             |         |                         |         |
| 10 km júnior (Sub-20)  | Chile                    | 12 pts  | Bolívia                     | 19 pts  |                         |         |
| 10 km juvenil (Sub-18) | Chile                    | 13 pts  |                             |         |                         |         |
| Feminino               |                          |         |                             |         |                         |         |
| 20 km sênior           | Geovanna Irusta (BOL)    | 1:35:25 | Alessandra Picagevicz (BRA) | 1:35:28 | Sandra Zapata (COL)     | 1:39:13 |
| 10 km júnior (Sub-20)  | Yadira Hernández (ECU)   | 49:30   | Johana Ordóñez (ECU)        | 49:30   | Luz Villamarín (COL)    | 50:00   |
| 5 km juvenil (Sub-18)  | Gabriela Cornejo (ECU)   | 25:55   | Elizabeth Bravo (ECU)       | 26:35   | Diana Montaluisa (ECU)  | 26:53   |
| Feminino equipe        |                          |         |                             |         |                         |         |
| 20 km sênior           | Brasil                   | 21 pts  | Chile                       | 26 pts  |                         |         |
| 10 km júnior (Sub-20)  | Equador                  | 7 pts   |                             |         |                         |         |
| 5 km juvenil (Sub-18)  | Equador                  | 6 pts   | Chile                       | 10 pts  |                         |         |

## Resultados
A categoria sênior masculino contou com duas provas. Uma de 20 km e pela primeira vez uma de 50 km. 

### Masculino sênior 20 km
Individual
| Posição           | Atleta                       | Tempo   |
| ----------------- | ---------------------------- | ------- |
| Medalha de ouro   | Rolando Saquipay ECU         | 1:22:29 |
| Medalha de prata  | Fernando López COL           | 1:22:52 |
| Medalha de bronze | Fredy Hernández COL          | 1:23:08 |
| 4                 | Gustavo Restrepo COL         | 1:23:37 |
| 5                 | Andrés Chocho ECU            | 1:24:29 |
| 6                 | Xavier Moreno ECU            | 1:24:50 |
| 7                 | Fausto Quinde ECU            | 1:25:03 |
| 8                 | Rafael Fontenelle Duarte BRA | 1:25:32 |
| 9                 | Xavier Malacatus ECU         | 1:26:51 |
| 10                | Edwin Centeno PER            | 1:27:17 |
| 11                | Hugo Aros CHI                | 1:27:34 |
| 12                | Ronald Huayta BOL            | 1:30:09 |
| 13                | Fabio González ARG           | 1:47:46 |
| —                 | Alexander Mendoza COL        | DSQ     |
| —                 | Jerson Villagra CHI          | DSQ     |
| —                 | Jorge Loréfice ARG           | DSQ     |
| —                 | Cristian Muñoz CHI           | DNF     |

Equipe
| Posição          | Nacionalidade | Pontos |
| ---------------- | ------------- | ------ |
| Medalha de ouro  | Colômbia      | 9 pts  |
| Medalha de prata | Equador       | 12 pts |

### Masculino sênior 50 km
Individual
| Posição           | Atleta                            | Tempo   |
| ----------------- | --------------------------------- | ------- |
| Medalha de ouro   | Luis Villagra CHI                 | 4:16:45 |
| Medalha de prata  | Alex Jara CHI                     | 4:23:07 |
| Medalha de bronze | Cristián Bascuñán CHI             | 4:45:59 |
| —                 | Claudio Richardson dos Santos BRA | DSQ     |
| —                 | Moacir Zimmermann BRA             | DSQ     |
| —                 | Luis Figueroa CHI                 | DSQ     |

Equipe
| Posição         | Nacionalidade | Pontos |
| --------------- | ------------- | ------ |
| Medalha de ouro | Chile         | 6 pts  |

### Masculino júnior (Sub-20) 10 km
Individual
| Posição           | Atleta                   | Tempo |
| ----------------- | ------------------------ | ----- |
| Medalha de ouro   | Oswaldo Ortega ECU       | 42:00 |
| Medalha de prata  | Carlos Borgoño CHI       | 42:19 |
| Medalha de bronze | Yerko Araya CHI          | 43:41 |
| 4                 | Eben Ezer Churqui BOL    | 45:20 |
| 5                 | Fillol Bayona VEN        | 46:49 |
| 6                 | Wilden Patty BOL         | 47:34 |
| 7                 | Joel Veras CHI           | 47:47 |
| 8                 | Luis Manuel Saavedra ARG | 49:06 |
| 9                 | Elías Reynaga BOL        | 50:51 |
| 10                | Hernán Calderón ARG      | 52:44 |
| —                 | James Rendón COL         | DSQ   |
| —                 | Edward Araya CHI         | DSQ   |
| —                 | Vanderlei dos Santos BRA | DNF   |

Equipe
| Posição          | Nacionalidade | Pontos |
| ---------------- | ------------- | ------ |
| Medalha de ouro  | Chile         | 12 pts |
| Medalha de prata | Bolívia       | 19 pts |

### Masculino juvenil (Sub-18) 10 km
Individual
| Posição           | Atleta                 | Tempo   |
| ----------------- | ---------------------- | ------- |
| Medalha de ouro   | Herbert de Almeida BRA | 46:28   |
| Medalha de prata  | Mauricio Arteaga ECU   | 46:46   |
| Medalha de bronze | Bryan Duarte CHI       | 47:07   |
| 4                 | Fernando Matus CHI     | 48:49   |
| 5                 | Edwin Ochoa ECU        | 51:50   |
| 6                 | Richard Montero CHI    | 56:14   |
| 7                 | Jorge Ruíz COL         | 57:12   |
| 8                 | Nataniel Florit ARG    | 1:00:26 |
| —                 | Nelson Cid CHI         | DSQ     |
| —                 | Robinson Vivar ECU     | DSQ     |
| —                 | Juan Manuel Cano ARG   | DSQ     |
| —                 | Jonathan Cifuentes CHI | DSQ     |

Equipe
| Posição         | Nacionalidade | Pontos |
| --------------- | ------------- | ------ |
| Medalha de ouro | Chile         | 13 pts |

### Feminino sênior 20 km
Individual
| Posição           | Atleta                    | Tempo   |
| ----------------- | ------------------------- | ------- |
| Medalha de ouro   | Geovanna Irusta BOL       | 1:35:25 |
| Medalha de prata  | Alessandra Picagevicz BRA | 1:35:28 |
| Medalha de bronze | Sandra Zapata COL         | 1:39:13 |
| 4                 | Miriam Ramón ECU          | 1:39:42 |
| 5                 | Cristina Bohorquez COL    | 1:40:14 |
| 6                 | Marcela Pacheco CHI       | 1:41:01 |
| 7                 | Morelba Useche VEN        | 1:41:18 |
| 8                 | Josette Sepúlveda CHI     | 1:42:40 |
| 9                 | Gianetti Bonfim BRA       | 1:43:38 |
| 10                | Cisiane Dutra Lopes BRA   | 1:45:09 |
| 11                | Mabel Oncebay PER         | 1:47:07 |
| 12                | Elizabeth Martínez CHI    | 1:52:25 |
| 13                | Lidia de Carriego ARG     | 1:55:58 |
| 14                | Liliana Garbarino ARG     | 2:16:30 |

Equipe
| Posição          | Nacionalidade | Pontos |
| ---------------- | ------------- | ------ |
| Medalha de ouro  | Brasil        | 21 pts |
| Medalha de prata | Chile         | 26 pts |

### Feminino júnior (Sub-20) 10 km
Individual
| Posição           | Atleta                | Tempo |
| ----------------- | --------------------- | ----- |
| Medalha de ouro   | Yadira Hernández ECU  | 49:30 |
| Medalha de prata  | Johana Ordóñez ECU    | 49:30 |
| Medalha de bronze | Luz Villamarín COL    | 50:00 |
| 4                 | Tatiana Orellana ECU  | 51:41 |
| 5                 | Ruth Riativa COL      | 52:48 |
| 6                 | Marilu Zanghelini BRA | 55:08 |
| 7                 | Marisol Cea CHI       | 57:42 |
| 8                 | Anita Jara CHI        | 59:01 |

Equipe
| Posição         | Nacionalidade | Pontos |
| --------------- | ------------- | ------ |
| Medalha de ouro | Equador       | 7 pts  |

### Feminino juvenil (Sub-18) 5 km
Individual
| Posição           | Atleta                 | Tempo |
| ----------------- | ---------------------- | ----- |
| Medalha de ouro   | Gabriela Cornejo ECU   | 25:55 |
| Medalha de prata  | Elizabeth Bravo ECU    | 26:35 |
| Medalha de bronze | Diana Montaluisa ECU   | 26:53 |
| 4                 | Karen Caamaño CHI      | 27:00 |
| 5                 | Marie Gajardo CHI      | 28:53 |
| 6                 | Claudia Troncoso CHI   | 29:13 |
| 7                 | Daiana Luján ARG       | 31:00 |
| 8                 | Ruth Luján ARG         | 34:02 |
| —                 | Ingrid Hernández COL   | DSQ   |
| —                 | Victoria Alarcón CHI   | DSQ   |
| —                 | Dennis Oyarzún CHI     | DSQ   |
| —                 | Claudia Cornejo BOL    | DSQ   |
| —                 | Franciele da Costa BRA | DSQ   |

Equipe
| Posição          | Nacionalidade | Pontos |
| ---------------- | ------------- | ------ |
| Medalha de ouro  | Equador       | 6 pts  |
| Medalha de prata | Chile         | 10 pts |

## Participantes
A participação de 83 atletas de 9 países é relatada. 
| - Argentina (10) - Bolívia (6) - Brasil (10) | - Chile (26) - Colômbia (11) - Equador (16) | - Peru (2) - Venezuela (2) |